# 麻草郁
麻草 郁（あさくさ　かおる、1976年6月23日 - ）は日本の脚本家、演出家、プロデューサー。東京都出身。

## 略歴・人物
造形する脚本・演出家。そして恐怖の漫画研究家。群像劇を得意とする作風で、2000年より脚本執筆を開始。代表作に「アリスインデッドリースクール」がある。

## 脚本・演出

### 舞台
主な作・演出作品
- アリスインデッドリースクール

2000年 - 2004年
- 朝倉薫演劇団『エボダイ浮上せず』（2000年10月、銀座小劇場(閉館)）
- 朝倉薫演劇団『並行ポリエステル』（2002年8月、渋谷za hall (閉館)）
- 雷音部隊『スペースディスカバリー』（2003年2月、渋谷za hall(閉館)）　原案脚本協力：坂藤秀峰
- 朝倉薫演劇団『かぼちゃの王子様』（2004年8月、エルスタッフスタジオ(閉館)）

2010年～2019年
- 朝倉薫演劇団『DENKA！』（2010年2月、エルスタッフスタジオ(閉館)） 原案：朝倉薫
- アリスインプロジェクト『マシーナリーマテリアル』（2011年2月、池袋シアターKASSAI）
- A☆ct stage『桃太郎外伝　黄金の夜明け』（2012年10月、築地ブディストホール 原案：石井克昌）
- A⭐︎ct Stage『応！吼えろ！叫べ！打ち砕け！全ての軛を引きちぎれ！』（2013年4月、築地部ディストホール）[2][3][4]
- ドリームクリエーション『あいまいみーTHEみゅーじかる』（2017年8月、新宿シアターブラッツ）原作：ちょぼらうにょぽみ　共同演出：朝倉薫
- DATS『シーラカンス　アピアランス』（2019年9月、新宿スターフィールド）

2020年
- リードロニカ『リードロニカ・エクスマキナ』（2020年2月、新宿シアターミラクル）
- アリスインプロジェクト『アリスインデッドリースクール　永遠』（2020年3月、新宿シアターブラッツ）
- 蛇ノ目企画『マシーネンナハトムジカ』（2020年10月、池袋グリーンシアターBOX in BOX）

## 脚本

### 舞台
2010年
- アリスインプロジェクト『アリスインデッドリースクール』（2010年10月、品川六行会ホール）
- Blitz“もしかも”Project『もしかも　もしかして私たちは究極の謎を解いてしまったのかもしれない？！』（2010年11月、新宿シアターブラッツ）

2011年
- アリスインプロジェクト『アリスインクロノパラドックス』（2011年5月、池袋グリーンシアターBOX in BOX）
- アリスインプロジェクト『ライン♪』（2011年8月、博品館劇場）
- アリスインプロジェクト『ハルモニアガーデン』（2011年8月、池袋シアターKASSAI）

2012年
- アリスインプロジェクト『パラダイスロスト』（2012年2月、池袋シアターKASSAI）
- アリスインプロジェクト『まなつの銀河に雪のふるほし』（2012年2月、品川六行会ホール）
- A⭐︎ct  Stage『桃太郎外伝　ライズアップヒーロー』（2012年5月、武蔵野芸能劇場）[5]
- BBBB 『スライダージャック』（2012年12月、千本桜ホール）

2013年
- アリスインプロジェクト『ラフィン 笑いの免許証』（2013年1月、池袋シアターKASSAI）
- アリスインプロジェクト『アリスインデッドリースクール オルタナティブ』（2013年3月、品川六行会ホール）
- アリスインプロジェクト『チェンジングホテル』（2013年5月、池袋シアターKASSAI）原作：朝倉薫
- アリスインプロジェクト『名探偵はじめました』（2013年10月、池袋シアターKASSAI）
- Initial Film株式会社『あなたに贈るキス』（2013年12月、新宿シアターサンモール）原作：近藤史恵『あなたに贈るX』
- A⭐︎ct Stage『サムライカウボーイ』（2013年12月、テアトルBONBON）原案曲：宮本晃行「踊るカウボーイ！」

2014年
- A⭐︎ct Stage『桃太郎外伝　竜宮城大決戦』（2014年3月、築地ブディストホール）
- スタイリッシュボーイズ『マジハウス』（2014年4月、中野テアトルBONBON）
- アリスインプロジェクト『アリスインクロノパラドックス2014』（2014年6月、名古屋・うりんこ劇場）
- Initial Film株式会社『あなたに贈るキス２』（2014年7月、六本木俳優座劇場）原案：近藤史恵『あなたに贈るX』
- アリスインプロジェクト『ヨルハ』 （2014年10月、池袋・シアターKASSAI）原作プロット；ヨコオタロウ[6]

2015年
- アリスインプロジェクト『アリスインデッドリースクール オルタナティブ・OSAKA』（2015年2月、大阪市立芸術創造館）
- 制作 - ASSH、アリスインプロジェクト、ILCA『ヨルハ Ver.1.1』（2015年5月、新宿村LIVE）原作プロット：ヨコオタロウ
- アリスインプロジェクト『アリスインデッドリースクール オルタナティブ・NAGOYA』（2015年6月、名古屋・うりんこ劇場）
- アリスインプロジェクト『アリスインデッドリースクール ビヨンド』（2015年8月、池袋シアターKASSAI）[7]

2016年
- アリスインプロジェクト『クォンタム・ドールズ 〜量子境界の遊歩者〜』（2016年1月、新宿村LIVE）脚本協力 細川博司 松多壱岱
- アリスインプロジェクト『戦国降臨ガール・インターナショナル』（2016年3月、香港・同流黑盒劇場）原案：松多壱岱
- アリスインプロジェクト『アリスインデッドリースクール オルタナティブ・SAPPORO』（2016年5月、札幌・コンカリーニョ）
- アリスインプロジェクト『みちこのみたせかい』（2016年5月、新宿村LIVE）
- アリスインプロジェクト『チェンジングホテルNAGOYA』（2016年6月、名古屋・うりんこ劇場）原作：朝倉薫
- アリスインプロジェクト『アリスインデッドリースクール パラドックス』（2016年8月、池袋シアターKASSAI）[8]
- アリスインプロジェクト『戦国降臨ガール・インターナショナルTOKYO・完全版』（2016年10月）原案：松多壱岱
- アリスインプロジェクト『クォンタムドールズOSAKA』（2016年10月、大阪・インディペンデントシアター2nd）
- オッドエンタテインメント『君死ニタマフ事ナカレ零』（2016年12月、新宿村LIVE）原作：ヨコオタロウ　脚色：松多壱岱[9]

2017年
- アリスインプロジェクト『真説・まなつの銀河に雪のふるほし』（2017年1月、品川六行会ホール）
- アリスインプロジェクト『イマジカル・マテリアル』（2017年3月、新宿村LIVE）[10]
- アリスインプロジェクト『名探偵はじめました2017』（2017年5月、新宿シアターブラッツ）
- アリスインプロジェクト『みちこのみたせかいSAPPORO』（2017年5月、札幌・コンカリーニョ）
- アリスインプロジェクト『真説・まなつの銀河に雪のふるほしNAGOYA[』（2017年6月、名古屋・うりんこ劇場）
- アリスインプロジェクト『クォンタムドールズ2017』（2017年7月、品川・六行会ホール）
- アリスインプロジェクト『2017年7月、アリスインデッドリースクール ビヨンド・OSAKA』（大阪・インディペンデントシアター2nd）[11]
- アリスインプロジェクト『2017年10月、アリスインデッドリースクール・ノクターン』（新宿村LIVE）[12]
- アリスインプロジェクト『チェンジングホテルTOKYO』（2017年12月、新宿村LIVE）

2018年
- アリスインプロジェクト『ダンスライン♪SAPPORO』（2018年4月、札幌コンカリーニョ）
- アリスインプロジェクト『ダンスライン♪TOKYO』（2018年5月、品川・六行会ホール）
- アリスインプロジェクト『降臨Hearts』（2018年7月、新宿村LIVE）原案：松多壱岱
- アリスインプロジェクト『アリスインデッドリースクール 楽園』（2018年8月、池袋シアターKASSAI）[13]
- アリスインプロジェクト『クォンタムメモリーズ 〜量子変数の観測者〜』（2018年10月、新宿村LIVE）[14]
- アリスインプロジェクト『ともだちインプット』（2018年11月、池袋シアターKASSAI）[15]
- アリスインプロジェクト『アドリブ心理劇 ドナー・イレブン』（2018年12月、池袋シアターKASSAI）原作：細川博司[16]

2019年
- アリスインプロジェクト『悪魔 in デッドリースクール』（2019年1月、新宿コフレリオシアター）
- アリスインプロジェクト『DANCE! DANCE! DANCE! オルタナティブ』（2019年2月、池袋シアターKASSAI）原作：三井秀樹[17]
- アリスインプロジェクト『アリスインデッドリースクール 楽園・大阪』（2019年2月、大阪・インディペンデントシアター2nd）
- アリスインプロジェクト『アイガク2019』（2019年3月、池袋シアターKASSAI）[18]
- アリスインプロジェクト『降臨Hearts&Soul』（2019年4月、池袋シアターKASSAI）
- アリスインプロジェクト『アリスインデッドリースクール 楽園・NAGOYA』（2019年5月、名古屋・うりんこ劇場）
- アリスインプロジェクト『アリスインデッドリースクール コネクト』（2019年11月、新宿村LIVE）
- アリスインプロジェクト『アリスインアリスインデッドリースクール』（2019年12月、池袋シアターKASSAI）

2020年
- アリスインプロジェクト『アリスインデッドリースクール 楽園 FUKUOKA』（2020年1月、ぽんプラザホール）
- アリスインプロジェクト『DANCE DANCE DANCE 〜Dark Dungeon ver.』（2020年1月）原作：三井秀樹

### 映画
- 「トワイライトシンドローム デッドクルーズ」古澤健監督作品（共同脚本）